# Edvard F. Hanell
Edvard F. Hanell, finski general, * 1894, † 1947.